# 동북아도농관광연구원
동북아도농관광연구원은 동북아 관광네트워크의 구축과 국내외 도시민 및 농어촌 주민들간의 교류를 위하여 농어촌 관광의 중심적 역할인 교육, 연구, 컨설팅, 여행상품 개발과 국가간 연계시스템을 바탕으로 도농관광의 활성화를 목적으로 2010년 11월 29일 설립·허가된 대한민국 농림수산식품부 소관의 사단법인이다. 사무실은 경상북도 칠곡군 동명면 송산리 136-1에 있다.